# 周看
周看（英語：Joseph Kahn，音译约瑟夫·卡恩；1964年8月19日—），美国记者、《纽约时报》主编。

## 生平
周看出生于波士顿，他的父亲利奥·卡恩是美国最大的办公用品零售商史泰博的联合创始人。周看于1987年毕业于哈佛大学本科，获美国历史学士学位。期间他曾任《哈佛克里姆森报》主席。1990年，获哈佛大学东亚研究硕士学位。
硕士毕业后，周看加入《达拉斯晨报》当记者。1994年，他作为晨报新闻团队的一员获颁普利策国际报道奖。1994年至1998年间，任《华尔街日报》驻华记者。1998年，周看加入《纽约日报》。他曾长期驻华工作，担任过《纽约时报》北京分社社长，2006年因其对中国法治问题的报道而与杨金新一同获得普利策国际报道奖。2014年至2016年间，他担任《纽约时报》负责国际新闻的的助理主编。2016年，出任《纽约时报》编辑主任（managing editor）。2022年，周看被任命为《纽约时报》主编（executive editor）。